# Santarém Novo
Santarém Novo este un oraș în Pará (PA), Brazilia.